# The Angry Samoans
Az Angry Samoans amerikai punk rock/garázsrock együttes. 1978-ban alakultak meg a kaliforniai Van Nuysban. Jelenlegi nevük előtt számításba vették a "The Egyptians" és a "The Eigenvectors" neveket, de végül "The Angry Samoans" lett a nevük. Eleinte The Dictators feldolgozásokat játszottak. Fő zenei hatásuknak a The Velvet Underground, The Sonics illetve 13th Floor Elevators zenekarokat tették meg. Dalaikra jellemző a szatíra és a humor is.

## Diszkográfia
- Back from Samoa (1982)
- STP Not LSD (1988)
- The 90's Suck And So Do You (1999)